# René Gaultier de Varennes
René Gaultier de Varennes, né en 1636 (baptisé le 2 juin 1636) à Chinon, en Indre-et-Loire, paroisse Saint-Louans, et décédé à Trois-Rivières le 4 juin 1689 à l'âge de 53 ans. Il fut lieutenant dans le régiment de Carignan-Salières (1665-1666), gouverneur des Trois-Rivières (1667-1689), et seigneur (1672-1689). Il est aussi le père de Pierre Gaultier de Varennes et de La Vérendrye (1685).
Il n'existe pas de portrait de René Gaultier de Varennes.

## Biographie

### En France (1636-1665)
Les membres de la famille Gaultier étaient des aristocrates venant d'Anjou en France. Selon Suzanne Galaise, «Il est à peu près certain que cette famille n'ait aucune ascendance noble. Cependant, quelques-uns de ses membres occupaient des fonctions dites anoblissantes.»
Né en 1636, René Gaultier de Varennes est le fils d'Adam-Pierre Gaultier, sieur de la Varandière, et de Bertrande Gourdreau. Il habite à Chinon puis à partir de vers 1651 à La-Chapelle-de-Montrelais, aujourd'hui La-Chapelle-Saint-Sauveur. À l'âge de 17 ans, le 28 juillet 1653, il agit comme parrain en l'église de La-Chapelle-de-Montrelais.
Généalogie de René Gaultier de Varennes :
- Parents : Adam-Pierre Gaultier (décédé en 1670 au lieu-dit La-cour-du-Tremblay, en banlieue d'Angers), sieur de la Varandière, fils de Pierre Gaultier, sieur de Laveranderie, et Renée Jarry, et Bertrande Gourdreau.

- Grands-parents : Pierre Gaultier (1576-1619), sieur de La Veranderie, greffier civil au siège d'Angers, et Renée Jarry, mariés vers 1600.

- Arrière-grands-parents : René Gaultier et Perrine Froger, mariés vers 1569.

Selon Suzanne Galaise, le nom Varennes «est porté par la famille depuis plusieurs générations. Elle trouverait son origine à quelques kilomètres à l'ouest de Chinon, au confluent de la Vienne et de la Loire, où se trouve un village du nom de Varennes-sur-Loire.»
Quant au nom de La Vérendrye, Antonio Champagne rapporte qu'il vient du grand-père de René Gaultier de Varennes. La première trace dans les documents connus (en 1958 lors de la rédaction de l'article par Champagne) remonte à 1597. Suzanne Galaise ajoute que « tout à côté de Bourgueil, ville voisine de Varennes-sur-Loire, il existe un lieu-dit la Varanterie. »

### En Nouvelle-France (1665-1689)
Il s'embarque à bord du bateau Le Saint-Sébastien le 24 mai 1665, et arrive à Québec le 12 septembre 1665, en qualité de lieutenant au régiment de Carignan-Salières, compagnie de Laubias, commandé par le capitaine Arnault de Tarey, sieur de Laubias. Le 22 novembre 1665 à Québec, René Gaultier de Varennes reçoit le scapulaire du Mont-Carmel. La compagnie de Laubias est cantonnée à Trois-Rivières durant trois ans, de 1665 à 1668.
Le 26 septembre 1667, en l'église Immaculée-Conception de Trois-Rivières, René Gaultier de Varennes se marie avec Marie Boucher, fille de Pierre Boucher, gouverneur de Trois-Rivières, et de Jeanne Crevier. René Gaultier a 31 ans et Marie Boucher n'a que 12 ans. Le contrat de mariage avait été passé quelques jours plus tôt, le 22, devant le notaire Sévérin Ameau.
Une partie du contrat de mariage rapporte une demande au gouverneur de la Nouvelle-France, Daniel de Rémy de Courcelles, pour qu'il retienne la position et les privilèges de son beau-père lorsqu'il se retirera.
Avec Marie Boucher, il aura onze enfants entre vers 1671 et 1688 (Marie Boucher aura entre 16 et 33 ans), tous nés à Trois-Rivières sauf Marie-Marguerite qui est née à Boucherville. Leurs enfants : René (vers 1671), Louis (1673), Madeleine (1674), Jacques-René (1676), Jean-Baptiste (1677), Marie-Marguerite (1680), Marie-Renée (1682), Anne-Marguerite (1684), Pierre (1685), Philippe (1687) et Jean-Baptiste (1688).

### Gouverneur des Trois-Rivières
René Gaultier succéda à son beau-père au titre de gouverneur des Trois-Rivières probablement dès 1667. La première mention en tant que gouverneur date du 10 juin 1668. Mais le 7 juillet suivant, Michel Le Neuf du Hérisson fait un acte comme gouverneur. À partir de mai 1669, jusqu'à son décès en 1689, Gauthier est mentionné comme gouverneur. La plus ancienne nomination le concernant date de 1672. Peut-être alors Gaultier fut-il gouverneur par intérim entre 1667 et 1669. 
René Gaultier de Varennes habita la «Place du gouverneur» jusqu'en 1677 ou 1679. C'est là qu'habitait son beau-père depuis 1655. Elle était située au coin des actuelles rues des Casernes et des Ursulines. C'est l'actuelle place Pierre-Boucher.
Ensuite il fit construire une nouvelle maison, dite aujourd'hui la «Maison de Varennes». Construite entre 1677 et 1679, la maison de Varennes a été démolie en 1714 ou juste après. Elle fut la résidence des gouverneurs René Gaultier de Varennes de 1677/79 à 1689, puis Claude de Ramezay de 1690 à 1693. Elle était située à l’arrière de l’actuelle église anglicane. C’était une maison en bois à un étage. Le parc de La Vérendrye, qui occupe aujourd'hui le site de cette maison, fait partie du site archéologique CcFd-20. Cette partie du site CcFd-20 a été l’objet de six opérations archéologiques : en 1983 (Cardinal et McGain 1984), en 2003 (Archéotec 2004), en septembre 2009 (Gilbert 2010), en septembre 2010 (Gilbert 2011), en septembre 2011 (Gilbert 2012) et en septembre 2012 (Gilbert, à paraître en 2013).
Le gouvernement des Trois-Rivières est le plus petit des trois gouvernements de la Nouvelle-France. Quand de Varennes devient gouverneur en 1667, le gouvernement compte quelque 450 habitants (455 au recensement de 1666). Et à la fin de son mandat en 1689, la population en compte un millier de plus (1406 habitants en 1688). En 1667, le gouvernement des Trois-Rivières s'étendait de Batiscan/Gentilly à l'est, jusqu'à Yamachiche/Godefroy, à l'ouest. C'est à l'époque de René Gaultier de Varennes que le gouvernement a pris ses limites définitives en 1672, fixée à Sainte-Anne-de-la-Pérade, à l'est, et à Maskinongé, à l'ouest, lorsque, à la suite des concessions des dernières seigneuries, le territoire du gouvernement trifluvien a rejoint celui du gouvernement de Québec et celui du gouvernement de Montréal.
La fonction de gouverneur lui donne des revenus de 1200 livres par année, puis à partir de 1685, 3000 livres. Sur ces revenus, il doit entretenir à ses frais l’officier et les sept soldats de la garnison de Trois-Rivières.
Il est gouverneur lorsqu'il prend part du 2 au 17 juin 1671 à l’expédition du gouverneur Daniel de Rémy de Courcelles au lac Ontario. Le gouverneur de Montréal, François-Marie Perrot, est aussi présent. Cette courte expédition compte donc sur la présence des trois gouverneurs de la colonie.
À la fin de 1671, Gaultier de Varennes retourne en France pour y traiter des affaires, probablement familiale puisque son père est décédé en octobre 1670. Il reviendra en 1672. En 1689, il obtient la permission de repasser en France pour y vaquer aux affaires de la succession de sa tante Claude Gaultier, avec ordre de revenir en 1690, mais la mort l'emportera avant qu'il ne réalise ce projet.
Le 1er octobre 1682, en tant que gouverneur de Trois-Rivières, De Varennes participe à la réunion convoquée au Collège des Jésuites, à Québec, par le nouveau gouverneur de Québec, Joseph-Antoine Le Febvre de La Barre, pour se renseigner sur l’état de la colonie et le danger iroquois. Cette réunion conclura à la nécessité d’une nouvelle guerre contre les Iroquois.
À la tête d'un petit gouvernement, comparativement aux gouvernements de Québec et de Montréal, Gaultier de Varennes ne bénéficie pas des revenus de ses homologues de Québec et de Montréal. Sans doute pour les augmenter, il reçoit trois seigneuries : les seigneuries de Varennes et de Du Tremblay en 1672, et la seigneurie de La Vérenderie, dite aussi La Gabelle, en 1673. Mais même encore en 1681, ces trois seigneuries rapportent peu, étant peu ou pas peuplées. En 1681, René Gaultier de Varennes fait aussi la traite des fourrures avec cinq canots et dix hommes de traite qu'il embauche avec son beau-père. Il fait aussi de la traite clandestine, qui lui vaut en 1685 les plaintes de l’intendant de Meulles et l'avis du Roi en 1686 de ne plus recommencer. Malgré cela, selon Albert Tessier, «M. de Denonville devait recommander le renouvellement de la commission de Gaultier de Varennes en soulignant : "c’est un très-bon gentilhomme qui n’a de vice que la pauvreté". Celui-ci vît donc sa commission renouvelée tous les trois ans jusqu’à sa mort.»
Âgé dans la cinquantaine, la santé de René Gaultier périclita. Il était atteint de la goutte, ce qui l'empêchait fréquemment de marcher.
Au décès de Gaultier de Varennes, Louis-François de Galifet fut nommé commandant. Il paraît avoir agi comme gouverneur par intérim jusqu'à la nomination de Claude de Ramezay comme gouverneur de Trois-Rivières.